# HC Spartak Žebrák
HC Spartak Žebrák, z.s. (celým názvem: Hokejový club Spartak Žebrák) je český klub ledního hokeje, který sídlí ve městě Žebrák ve Středočeském kraji. Založen byl v roce 1934. Od sezóny 2016/17 působí ve Středočeské krajské soutěži, páté české nejvyšší soutěži ledního hokeje. V sezóně 2019/20 postupuje do Středočeské krajské ligy, čtvrté nejvyšší soutěži ledního hokeje. Klubové barvy jsou červená a modro-bíla.
Své domácí zápasy odehrává v Hořovicích na tamějším zimním stadionu s kapacitou 500 diváků.

## Přehled ligové účasti
Stručný přehled
Zdroj:
- 1949–1950: Středočeská II. třída – sk. U (4. ligová úroveň v Československu)
- 2008–2010: Středočeský meziokresní přebor – sk. A (6. ligová úroveň v České republice)
- 2010–2014: Středočeský meziokresní přebor – sk. B (6. ligová úroveň v České republice)
- 2014–2016: Středočeský meziokresní přebor (6. ligová úroveň v České republice)
- 2016–2017: Středočeská krajská soutěž (5. ligová úroveň v České republice)
- 2017–2018: Středočeská krajská soutěž – sk. Jih (5. ligová úroveň v České republice)
- 2018-2019: Středočeská krajská soutěž – sk. Jih (5. ligová úroveň v České republice)
- 2019-2020: Středočeská krajská soutěž – sk. Jih (5. ligová úroveň v České republice)
- 2020-2021: Středočeská krajská liga - (4. ligová úroveň v České republice)

Jednotlivé ročníky
Zdroj:
Legenda: ZČ - základní část, červené podbarvení - sestup, zelené podbarvení - postup, fialové podbarvení - reorganizace, změna skupiny či soutěže
| Československo (1949 – 1993) |                                        |           |          |                                       |               |
| Sezóny                       | Soutěž                                 | Úroveň    | ZČ       | Play-off, nadstavba, sk. o udržení... | Poznámky      |
| 1949/50                      | Středočeská II. třída – sk. U          | 4. úroveň | ?. místo |                                       |               |
| ...                          |                                        |           |          |                                       |               |
| Česko (1993 – )              |                                        |           |          |                                       |               |
| Sezóny                       | Soutěž                                 | Úroveň    | ZČ       | Play-off, nadstavba, sk. o udržení... | Poznámky      |
| ...                          |                                        |           |          |                                       |               |
| 2008/09                      | Středočeský meziokresní přebor – sk. A | 6. úroveň | 3. místo | Finálová skupina (2. místo)           |               |
| 2009/10                      | Středočeský meziokresní přebor – sk. A | 6. úroveň | 1. místo |                                       | Změna skupiny |
| 2010/11                      | Středočeský meziokresní přebor – sk. B | 6. úroveň | 1. místo | Finále                                |               |
| 2011/12                      | Středočeský meziokresní přebor – sk. B | 6. úroveň | 4. místo | Finálová skupina (8. místo)           |               |
| 2012/13                      | Středočeský meziokresní přebor – sk. B | 6. úroveň | 3. místo | Finále                                |               |
| 2013/14                      | Středočeský meziokresní přebor – sk. B | 6. úroveň | 3. místo | Zápas o 3. místo (prohra)             | Reorganizace  |
| 2014/15                      | Středočeský meziokresní přebor         | 6. úroveň | 1. místo |                                       |               |
| 2015/16                      | Středočeský meziokresní přebor         | 6. úroveň | 1. místo |                                       | Postup        |
| 2016/17                      | Středočeská krajská soutěž             | 5. úroveň | 7. místo |                                       | Reorganizace  |
| 2017/18                      | Středočeská krajská soutěž – sk. Jih   | 5. úroveň | 2. místo |                                       |               |
| 2018/19                      | Středočeská krajská soutěž – sk. Jih   | 5. úroveň | 1. místo | Semifinále                            |               |
| 2019/20                      | Středočeská krajská soutěž – sk. Jih   | 5. úroveň | 2. místo | Semifinále                            | Postup        |